# Tefta Tashko-Koço

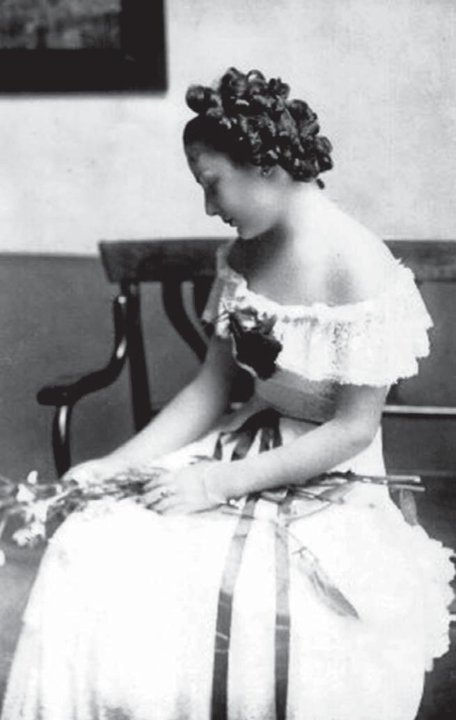
Tefta Tashko-Koço in den 1930er-Jahren

Tefta Tashko-Koço (* 2. November 1910 in al-Fayyūm; † 22. Dezember 1947 in Tirana) war eine albanische Sängerin.

## Leben
Tefta Tashko wurde in al-Fayyūm, Ägypten, geboren, wohin ihre Familie Ende des 19. Jahrhunderts emigriert war. Ihr Vater, Athanas Tashko, eröffnete zunächst ein kleines Café, das sich später zu einem Hotel entwickelte. Dieses wurde schließlich ihr Zuhause. Bis zu ihrem elften Lebensjahr sprach sie zuhause Albanisch, wo sie auch das Schreiben erlernte, während sie außerhalb Arabisch sprach. Ihre Familie bestand aus ihren Eltern und fünf weitere Geschwister. Ihre Mutter hies Eleni Zografi und ihre Geschwister Koço, Anastasia, Katerina, Gaqo und Aleko. 
Nach dem Tod des Vaters im Jahr 1921 kehrte die Familie nach Korça zurück. 1927 ging Tefta Tashko mit ihrer Familie nach Frankreich, um am Konservatorium von Montpellier Gesang zu studieren, welches sie im Jahr 1931 vollendete. Von 1932 bis 1936 studierte sie Gesang am Conservatoire de Paris. Im November 1935 machte sie eine Konzertreise in Korça. 1936 kehrte sie nach Albanien zurück, wo sie sowohl in der Opern- und Kammermusik wirkte als auch albanische Volkslieder sang. Zusätzlich studierte sie 1936 albanische Volkslieder in Albanien. Im November 1945 sang sie in der Belgrader Oper. Mit ihren Konzerten unterstützte sie das Rote Kreuz, die Opfer von Erdbeben und Überschwemmungen sowie kranke Menschen.
Tefta Tashko nahm zuerst in 1930 in Paris, Frankreich Lieder für Pathé record company und später zwischen 1937 und 1942 in Mailand, Italien für Columbia record company 45 ihrer albanischen Volkslieder und weitere klassische Lieder auf. Bei Radio Tirana war sie Sängerin seit dessen Gründung. Ihre Lieder wurden vom Komponisten Kristo Kono geschrieben und von der Pianistin Lola Gjoka begleitet.
Tefta Tashko heiratete Kristaq Koço, mit dem sie einen gemeinsamen Sohn, Eno Koço, hatte. Bei ihr wurde eine Krankheit diagnostiziert, doch sie sang weiterhin. Sie musste Tragödien durchstehen, wie beispielsweise das Ausscheiden ihrer Brüder aus dem gesellschaftlichen und politischen Leben. Im Jahr 1947 erlag sie den Folgen der Krankheit im Alter von 37 Jahren.

## Würdigung
Tefta Tashko-Koço erhielt postum die 1960 geschaffene Auszeichnung Volkskünstler Albaniens (Artistja e popullit).